# Chaetobranchus
Chaetobranchus is een geslacht van vissen uit de familie van de cichliden (Cichlidae).

## Soorten
- Chaetobranchus flavescens Heckel, 1840
- Chaetobranchus semifasciatus Steindachner, 1875